# Сніги пливуть (повість)
«Сніги пливуть» (пол. «Śniegi płyną») – повість польського письменника Романа Братного (пол. Roman Bratny) про війну, яка точилась на теренах південно-східної Польщі між українцями і поляками у перші повоєнні роки після Другої світової війни.

## Публікації
Уперше повість була опублікована польським Видавництвом Міністерства Народної Оборони (пол. Wydawnictwo Ministerstwa Obrony Narodowej) у Варшаві в 1961 році. Перевидання були здійснені в 1962, 1963, 1965 та 1985 роках.
У Радянському Союзі повість вперше була видана в перекладі на російську мову під назвою «Тают снега» у збірці «Весь свет» в 1987 році, а вдруге у збірці «Детектив. Детектив. Детектив» в 1989 році. Існує також переклад на російську мову під назвою «Война на Закерзонье».
На українську мову повість «Сніги пливуть» не перекладалась, можливо тому, що українські вояки зображені там в не дуже привабливому вигляді. Крім того, в книзі багато діалогів, наведених українською мовою в польській транскрипції, і ця особливість твору втрачається при перекладі на українську.

## Характеристика
На тему непростих взаємин між українцями і поляками писали Тарас Шевченко в поемі «Гайдамаки», Микола Гоголь в повісті «Тарас Бульба» і Генрик Сенкевич в романі «Вогнем і мечем». Своєрідно ця тема розкрита Романом Братним в повісті «Сніги пливуть».
В часи Другої світової війни, на тій землі, яку українці називали Закерзонням, за свою незалежність воювали польські підрозділи Армії Крайової (АК), підрозділи Української повстанської армії (УПА), незалежні українські та польські партизанські загони. Після визволення Польщі від німців, УПА продовжила боротьбу за незалежну Україну, а багато вояків АК, незгодних з встановленням в країні прокомуністичного ладу, перейшли на підпільне становище.
«Сніги пливуть» стали одним із перших творів у соціалістичному таборі, де були порушені заборонені, на той час, питання: про створення органами державної безпеки фіктивних бандерівських підрозділів та про тотальне виселення українців із Закерзонського Краю на західні землі Польщі – так звану операцію «Вісла». Можливо через це повість, яка вийшла в Польщі в 1961 році в СРСР не пропускалася цензурою до 1987 року.
Книга має антивоєнну спрямованість. В ній передані емоції польського офіцера, змушеного, за наказом польської влади, перерядитися на українського повстанця і вбивати своїх співвітчизників. Сільський хлопець, який воює проти українських націоналістів і ненавидить їх, комплексує через те, що має українське прізвище. Бандерівці показані дуже жорстокими, але «Сніги пливуть», в цілому, не мають антиукраїнської спрямованості. Автор симпатизує простим українцям і інколи, навіть, намагається «зрозуміти» українських «бандитів» та надати приклади жорстокостей з боку поляків.
Тему і стиль твору розкриває фрагмент тексту «Сніги пливуть», перекладений українською мовою, в якому йдеться про знищення, із засідки, взводом поляків української сотні, переодягненої в польські однострої.
| Роман Братний «Сніги пливуть» («Війна на Закерзонні») | Роман Братний «Сніги пливуть» («Війна на Закерзонні») |
| --- | ----------------------------------------------------- |
| Гронь наче ошаленів. Він смугував по переліску безупинною чергою, немов колотив пекельною кописткою в страшному казані. Подих йому переривався, піт заливав очі. Вороги намагалися відповідати поодинокими пострілами, але до кожного місця, звідки озивався їхній карабін, кидалися зграї куль Колтубаївських кулеметів. По хвилі настала тиша. У далечині, поза узгір'ям, здіймався грубий стовп диму. З боку села інколи ще доносився поодинокий постріл, ніби соснова дровина пальнула в жару. Тієї миті з переліску хтось закричав по-польськи: – Не стріляйте! Не стріляйте! Колтубай підвівся на ноги. Гронь схопився навколішки. Він чув, як цокотять зуби у другого кулеметного номера – невже знищили свій загін? Раптом Гронь підхопився і, немов шалений, деронув уперед. Захлинаючись повітрям і намагаючись придушити в собі жах, він гнав у бік переліску, звідки донісся крик. Гілкою з нього зірвало кашкет, він впіймав його на льоту і насадив на голову, як належить, козирком вперед. Зупинився Гронь перед невеличкою лощиною, якою, тримаючись за живіт, повзав солдат у польській формі. Солдат щось белькотав. Притиснутий жахом сержант повалився навколішки і майже припав до пораненого. – Боже ти мій, – долинув до нього ледь чутний український розпач. Ляскаючи себе по колінах і регочучи до нестями, Гронь затанцював на радощах. Люди вже бігли до нього. – Стрільці! – дзвінко проспівав сержант. Оригінальний текст (пол.) Groń jakby oszalał: ciął po zagajniku nieustającą serią, jak gdyby piekielną warząchwią obracał w strasznym kotle. Dyszał spazmatycznie, pot zalewał mu oczy. Tamci próbowali odpowiedzi pojedynczymi strzałami, ale na każde miejsce, z którego odezwał się ich karabin, rzucała się sfora kul z erkaemów plutonu Kołtubaja. Po minucie zaległa cisza. Gdzieś spoza zbocza uniósł się szeroki słup dymu. Od strony wsi czasem tylko przyniosło jeszcze pojedynczy wystrzał, jakby sosnowe polano palnęło w żarze. Wtedy z zagajnika ktoś zawołał: – Nie strzelać! Nie strzelać! Kołtubaj podnosił się z klęczek. Groń poderwał się na kolana. Usłyszał, jak dzwonią zęby amunicyjnego; zniszczyli polski oddział. Groń nagle zerwał się i jak szalony pobiegł naprzód. Gnał w stronę zagajnika, skąd dobiegło wołanie. Zachłystując się oddechem, dusił w sobie przerażenie. W biegu zaczepił o gałąź czapką, złapał ją w locie i nasadził na łeb, daszkiem do przodu, normalnie. Nagle zatrzymał się. Tuż przed nim, schowany w zapadlinie gruntu, czołgał się, trzymając za brzuch, żołnierz w polskim mundurze. Coś bełkotał. Groń przyklęknął, omal nie upadł, przybity do ziemi przerażeniem. – Boże ty mij – usłyszał wyszeptaną po ukraińsku rozpacz i nagle zerwał się na nogi. Bił rękami po kolanach, skakał, jego wysoki, nieprzytomny śmiech buchnął w stronę plutonu. Ludzie już biegli. – Striłci! – zapiał wysoko. |                                                       |
| |                                                       |

## Автор[2]

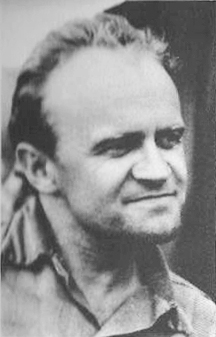
Роман Братний

Роман Братний під час окупації Польщі був офіцером Армії Крайової, а після вивільнення країни від німців став відомим польським письменником, обласканим комуністичною владою. У своїх творах він намагався реабілітувати Армію Крайову, а щодо УПА, Братний, як і решта комуністів, вважав українських націоналістів гітлерівськими посіпаками.

## Герої
Головні герої повісті: поручик Війська Польського Колтубай, дві сестри – Гелена і Ніна, з українсько-польської родини, та їхній брат – Алекс.

## Сюжет
Під час війни батька-українця страчують поляки. Алекс йде воювати до лав Армії Крайової. Після завершення війни, в селі Рудель дислокується підрозділ Війська Польського на чолі з поручиком Колтубаєм. Між Колтубаєм і Геленою виникає кохання. Ніна також закохується в офіцера. До села повертається Алекс, якому доводиться приховувати свою участь в Армії Крайовій.
Колтубая відкликають з війська і доручають очолити фіктивний бандерівський загін з метою знищення провідника УПА. Фальшивим бандерівцям випадає воювати проти своїх – польських військ та польського населення. При пацифікації села Рудель Колтубаю доводиться стати співучасником вбивства Гелени. Свідком страти сестри стає Ніна.
Після виконання таємного державного завдання поручик, під прізвищем Мосур, працює інженером на відбудові залізничного мосту в селі Пасєка. Коли Ніну направляють вчителькою до цього ж села, вона викриває в Мосурі, під маскою інженера, окрутного бандита, знаного під прізвиськом «Василь Кривавий».
Керівництво надає «розкритому» Мосурові нову посаду – лісничого. Але тут його виловлює Алекс і здає «Василя Кривавого» органам внутрішньої безпеки. При допиті Колтубай довідується, що фіктивних бандерівських загонів, крім його чоти, було створено чимало. Поручика охоплюють сумніви щодо доцільності всіх лиходійств, які він заподіяв під час перебування у «бандерівцях». Ніна не може пробачити Колтубаю вбивства сестри і виходить заміж за нелюбого літнього чоловіка, покаліченого польськими бандитами.
Війна поламала життя всім героям повісті Романа Братного.

## Екранізації[3]

Актор Тадеуш Ломницький в головній ролі у фільмі «Розірваний міст»

У 1962 році за повістю «Сніги пливуть» на кіностудії «Ілюзіон» (пол. «Iluzjon») був створений художній кінофільм «Розірваний міст» (пол. «Zerwany most»), сценарист Роман Братний, режисер Єжи Пассендорфер (пол. Jerzy Passendorfer), в головній ролі Тадеуш Ломницький (пол. Tadeusz Łomnicki). Майже чверть цього фільму йде українською мовою з польськими субтитрами.
У 1963 році в Польщі була поставлена телевистава «Сніги пливуть» (пол. «Śniegi płyną»).